# Aiko Yoshitomi
Aiko Yoshitomi (japanisch 吉富 愛子 Yoshitomi Aiko; * 24. September 1993) ist eine ehemalige japanische Tennisspielerin.

## Karriere
Yoshitomi spielte vor allem auf Turnieren der ITF Women’s World Tennis Tour, bei denen sie acht Titel im Doppel gewonnen hat.
2015 gewann sie im Februar und März ihre ersten beiden ITF-Doppeltitel. Danach erreichte sie das Viertelfinale im Einzel bei der Sommer-Universiade und gewann mit ihrer Partnerin Erina Hayashi die Bronzemedaille im Doppel. Bei den Ando Securities Open Tokyo im November erreichte sie als Qualifikantin mit einem 6:3, 0:6 und 6:4 Erstrundensieg im Hauptfeld gegen Shūko Aoyama die zweite Runde, wo sie dann mit 1:6 und 1:6 gegen Hsieh Su-wei verlor. Im Doppel erreichte sie mit Partnerin Robu Kajitani mit einem 4:6, 6:4 und [10:5] Sieg gegen Mana Ayukawa und Riko Sawayanagi das Viertelfinale, wo die beiden dann gegen die topgesetzten Shūko Aoyama und Makoto Ninomiya mit 6:73 und 2:6 verloren. Bei der anschließenden Dunlop Srixon World Challenge erhielt sie eine Wildcard für das Hauptfeld im Dameneinzel, konnte diese aber nicht nutzen und verlor in der ersten Runde mit 5:7 und 6:74 gegen Mayo Hibi. Im Doppel erhielt sie mit Partnerin Erika Sema ebenfalls eine Wildcard, verloren aber gegen Nao Hibino und Eri Hozumi mit 4:6 und 4:6.
2016 erhielt sie Anfang Mai für das Hauptfeld im Dameneinzel der mit 75.000 US-Dollar dotierten Kangaroo Cup International Ladies Open eine Wildcard, verlor aber bereits in der ersten Runde gegen Erika Sema mit 2:6 und 2:6. Auch im Doppel konnte sie mit Partnerin Robu Kajitani die vom Veranstalter gewährte Wildcard nicht nutzen und die beiden verloren ihre Erstrundenpartie gegen An-Sophie Mestach und Storm Hunter mit 1:6 und 2:6. Auch eine Woche später bei den Fukuoka International Women’s Tennis konnten die beiden ihre Wildcard nicht nutzen und verloren ihr Erstrundenmatch gegen Mana Ayukawa und Yūki Tanaka mit 0:6 und 2:6. Eine Woche später qualifizierte sich Yoshitomi mit Partnerin Lizette Cabrera für das Hauptfeld der mit 50.000 US-Dollar dotierten Kurume Best Amenity Cup International Women’s Tennis; die beiden verloren aber das erste Spiel mit 1:6 und 2:6 gegen Akiko Ōmae und Erika Sema.
2017 qualifizierte sie sich sowohl im Einzel, als auch im Doppel zusammen mit Partnerin Nagi Hanatani für das jeweilige Hauptfeld im Einzel und Doppel. Im Einzel verlor sie ihre Erstrundenpartie gegen Dalma Gálfi mit 2:6 und 3:6, im Doppel verloren die beiden gegen Haruka Kaji und Yūki Tanaka mit 2:6, 6:4 und [6:10].
2018 gewann sie im März ihren dritten ITF-Doppeltitel, im Mai qualifizierte sie sich zusammen mit Partnerin Haruka Kaji für das Hauptfeld im Damendoppel der Kangaroo Cup International Ladies Open Tennis, wo die beiden in der ersten Runde gegen Ayaka Okuno und Tammi Patterson mit 4:6 und 1:6 verloren. In diesem Jahr erreichte sie mit Platz 600 im März in der WTA-Einzelweltrangliste und 333 im Juli in der WTA-Doppelweltrangliste auch ihre besten Weltranglistenpositionen.
2019 gewann sie mit Partnerin Haine Ogata insgesamt vier weitere ITF-Doppeltitel, drei davon im August innerhalb von drei Wochen, den insgesamt achten Doppeltitel dann im November. Im Januar und Februar 2020 spielte sie ihre letzten drei ITF-Turniere auf Mallorca. Seit August 2022 wird sie nicht mehr in der Einzelweltrangliste, seit Oktober 2022 auch nicht mehr in der Doppelweltrangliste geführt.

## Turniersiege

### Doppel
| Nr. | Datum             | Turnier              | Kategorie   | Belag     | Partnerin     | Finalgegnerinnen                              | Ergebnis          |
| --- | ----------------- | -------------------- | ----------- | --------- | ------------- | --------------------------------------------- | ----------------- |
| 1.  | 7. Februar 2015   | Antalya              | ITF $10.000 | Sand      | Miki Miyamura | Vanda Lucacs Rebeka Stolmár                   | 6:1, 7:64         |
| 2.  | 21. März 2015     | Kōfu                 | ITF $10.000 | Hartplatz | Haruka Kaji   | Rika Fujiwara Akari Inoue                     | 6:2, 6:3          |
| 3.  | 2. März 2018      | Palmanova (Mallorca) | ITF $15.000 | Sand      | Yukina Saigō  | Katharina Gerlach Lena Rüffer                 | 6:4, 6:2          |
| 4.  | 6. Juli 2019      | Hua Hin              | ITF $15.000 | Hartplatz | Robu Kajitani | Lou Brouleau Ayaka Okuno                      | 6:4, 6:2          |
| 5.  | 17. August 2019   | Cancun               | ITF W15     | Hartplatz | Haine Ogata   | Eri Shimizu Melis Yasar                       | 0:6, 6:2, [10:6]  |
| 6.  | 24. August 2019   | Cancun               | ITF W15     | Hartplatz | Haine Ogata   | Fernanda Contreras Gómez Ana Paula de la Peña | 6:4, 6:4          |
| 7.  | 31. August 2019   | Cancun               | ITF W15     | Hartplatz | Haine Ogata   | Stacey Fung Alyssa Tobita                     | 2:6, 7:65, [10:7] |
| 8.  | 23. November 2019 | Antalya              | ITF W15     | Hartplatz | Haine Ogata   | Jenny Dürst Ioana Gașpar                      | 6:1, 6:1          |